# 小蘖叶蔷薇
小蘖叶蔷薇（学名：Rosa berberifolia），为蔷薇科蔷薇属下的一个植物种。